# مايكل هوتون
مايكل هوتون (بالإنجليزية: Michael Houghton)‏ هو عالم أحياء دقيقة وعالم كيمياء حيوية بريطاني، ولد في القرن العشرين في المملكة المتحدة. حاز على جائزة نوبل في علم وظائف الأعضاء (الفسيولوجيا) أو الطب للعام 2020 عن دوره بكشف فيروس الكبد الوبائي «سي».